# Soundgarden
Soundgarden foi uma banda de rock norte-americana formada em 1984, em Seattle, Washington e que, ao lado de Nirvana, Alice in Chains e Pearl Jam, constituiu-se como um dos principais representantes do movimento grunge, incorporando, no entanto, uma maior variedade musical que as restantes bandas. Soundgarden exibe uma componente mais pesada, principalmente na primeira metade da sua carreira, sendo muitas vezes considerada uma banda de heavy metal, o que os diferencia de outras de sua época e origem como Nirvana e Pearl Jam. Pioneiros do movimento que viria a ser conhecido como grunge, o Soundgarden foi influência para muitos de seus contemporâneos, incluindo Alice in Chains e Tad. Foram a primeira banda a assinar com uma grande editora, a A&M, sendo muitas vezes apontada como a banda que abriu as portas para que grandes selos assinassem com as bandas de Seattle. No entanto, só atingiu sucesso comercial no começo dos anos 1990, devido à popularização do estilo.
O Soundgarden vendeu mais de 30 milhões de cópias pelo mundo. A banda atingiu o mainstream com o seu terceiro álbum de estúdio, Badmotorfinger, lançado em 1991. os álbuns seguintes, Superunknown e Down on the Upside, estrearam na primeira e segunda posição da Billboard, respectivamente. O Soundgarden também ganhou Grammys pelas canções "Black Hole Sun" e "Spoonman". O grupo foi colocado como 14º na lista dos 100 Maiores Artistas do Hard Rock, da VH1. Ainda no auge, terminaram em 9 de abril de 1997 devido a brigas internas pela direção criativa da banda, e lançaram uma compilação intitulada A-Sides, como último registro oficial até então. No início de 2010 a banda volta a ativa, participam do festival Lollapalooza e no mesmo ano lançam uma nova compilação, intitulada "Telephantasm", nome de uma música de 1987, presente no disco, que nunca havia sido lançada antes. Outra faixa antiga da banda, datada de 1991, que não havia sido lançada antes, e que ganhou uma regravação foi "Black Rain", que foi lançada como single para promover o álbum, colocando o Soundgarden nas paradas de sucesso novamente. A banda lança um novo álbum, King Animal, em 2012. Em 2017, Chris Cornell é encontrado morto num banheiro de hotel, tendo cometido suicídio por enforcamento, colocando um fim ao Soundgarden.

## História

### Formação (1984-1986)
Soundgarden foi formado em 1984 por Chris Cornell (guitarra e vocal) e Hiro Yamamoto (baixo), que mais tarde juntaram-se a Kim Thayil (guitarra). Thayil havia se mudado para Seattle de Park Forest, Illinois com Yamamoto e Bruce Pavitt, que mais tarde começaria a Sub Pop Records. A banda se denominou assim a partir de uma escultura de canos que concentrava o vento, "The Sound Garden", localizada no Magnuson Park, em Seattle.
Cornell originalmente tocava bateria enquanto cantava, mas a banda trouxe Scott Sundquist para permitir que Cornell se concentrasse nos vocais. As primeiras gravações da banda foram três canções que apareceram na compilação para a C/Z Records chamada Deep Six. Também continha canções de outras bandas do grunge como Green River, Skin Yard, Malfunkshun, The U-Men e Melvins. Em 1986, Susan Silver, namorada de Cornell, se tornou empresária da banda.

### Screaming Life/Fopp e Ultramega OK (1987-1988)
Sundquist, casado e com filhos, retirou-se da banda em 1986. Após alguma insistência, Cornell, Thayil e Yamamoto conseguiram convencer Cameron a abandonar a sua banda Skin Yard, e foi então que os quatro começaram a gravar o seu primeiro EP Screaming Life em 1987 através da editora Sub-Pop juntamente com um single promocional Hunted Down/Nothing to Say (uma cópia virgem deste single pode atualmente atingir mais de US$100 em alguns mercados).
Em 1988, Fopp foi lançado como o segundo EP da banda. Baseando-se em covers de outras bandas como em Swallow my Pride, Fopp não possui a mesma qualidade e versatilidade que o seu antecessor. Ambos os EP foram relançados em 1990 como um único álbum, Screaming Life/Fopp, através da Sub-Pop.
E esta altura a A&M Record mostrou o seu interesse na banda, porém os membros do grupo optaram por permanecer no circuito underground e assinaram pela SST para gravar o seu primeiro álbum Ultramega OK em 1988, o qual mais tarde seria nomeado para um Grammy. A persistência da A&M acabou por se revelar fortuita, e os Soundgarden acabaram por assinar pela editora neste mesmo ano.

### Louder than Love (1988-1990)
Os Soundgarden começaram a trabalhar no seu segundo álbum, o primeiro sob os auspícios da A&M, Louder than Love (O título original era Louder than Fuck) em Dezembro de 1988. Imediatamente a seguir ao lançamento do álbum, no Outono de 1989, Yamamoto optou por regressar ao meio académico e abandonou a banda. Deixada numa situação complicada e com um tour já agendado, os Soundgarden começaram a sondar baixistas para substituir Yamamoto. Ben Shepherd estava entre aqueles que apareceram nas audições mas, embora a banda gostasse do seu estilo, ele não conhecia as músicas. Jason Everman, que as conhecia, preencheu a vaga. A banda começou então a fazer tours pelos Estados Unidos e Europa, um dos quais foi filmado e mais tarde lançado em VHS como Louder than Live. Contudo depois do tour, Everman (que tinha já tinha feito parte dos Nirvana) acabou mesmo por sair. O EP Loudest Love, lançado em 1990, contem uma cover da música "Come Together" dos Beatles, que permanece como a única canção gravada em estúdio com Jason Everman na banda
Foi nesta altura que o vocalista dos Mother Love Bone, Andrew Wood, ex-companheiro de quarto de Chris Cornell, morreu de overdose. Kim Thayil revelou: “Quando Andy morreu, comecei a pensar o quão único ele era, não havia ninguém como ele, e o Chris estava pensando no mesmo. Eu lembro-me que estávamos tomando um bebida e o Chris disse:” tenho estado a pensar muito no Ben porque há algo no espírito dele que o Andy tinha." e nós pensamos que o Ben era esse tipo de pessoa, ele era único e foi então que decidimos contratá-lo”.
Ben Shepherd juntou-se ao resto da banda em 1990. A recém-renovada banda lançou o seu single “Room a Thousand Years Wide” e como era de esperar, teve sucesso comercial, dando boas indicações do que estava para vir (cópias em vinil têm sido vendidas recentemente por cifras superiores a 50$).
Num tributo a Andrew Wood, Cornell escreveu um punhado de canções e pediu ao seu companheiro de banda Matt Cameron, bem como a Stone Gossard, Jeff Ament, Mike McCready e Eddie Vedder (membros dos Pearl Jam) para colaborarem no seu projecto Temple of the Dog. Um álbum com o nome da banda foi lançado em Abril de 1991 através da A&M. "Hunger Strike" e "Say Hello 2 Heaven" surgiram como singles.

### Badmotorfinger (1991-1993)
Na primavera de 1991 a banda começou a trabalhar no seu próximo álbum com o produtor Terry Date. Badmotorfinger foi lançado na segunda metade do ano. O álbum possuía uma versão diferente do single "Room a Thousand Years Wide" e expôs a banda a uma ainda maior audiência. Os singles "Rusty Cage" e "Outshined" encontraram grande audiência na MTV e conduziram Badmotorfinger e os Soundgarden ao seu primeiro disco de platina, mais tarde, certificado como dupla platina comemorando a venda de mais de 2 milhões de cópias nos Estados Unidos. O videoclipe do single "Jesus Christ Pose" acabaria por ser banido da MTV, pois foi considerado como anticristão.
Nos finais de 1991, a banda iniciou um tour com os Guns n' Roses pelos Estados Unidos e Canadá. O EP Satanoscillatemymetallicsonatas (SOMMS) foi lançado no ano seguinte, contendo várias covers, entre as quais "Stray Cat Blues" dos Rolling Stones e "Into the Void (Sealth)" dos Black Sabbath, que possuía uma letra diferente da original e que viria a receber uma nomeação para um Grammy. Em 1992, Badmotorfinger foi nomeado para um Grammy na categoria de "Best Metal Performance". A banda ainda apareceria no filme "Singles" (Vida de Solteiro, no Brasil), tocando a poderosa faixa inédita "Birth Ritual". Um vídeo filmado nesse mesmo ano durante uma atuação da banda no Paramount Theater em Seattle acabaria por ser lançado no fim de 1992, sob o nome de Motorvision.
O Soundgarden contribuiu ainda para algumas causas nobres como a No Alternative Compilation, em benefício do desenvolvimento de uma cura para a SIDA/AIDS, como também para um projeto da Greenpeace intitulado "Alternative NRG", tocando, juntamente com o guitarrista dos Queen, a música "New Damage" com um solo novo desenvolvido por Brian May.
Embora tida como uma crítica à religião Cristã, a canção "Jesus Christ Pose" é, segundo as palavras do vocalista e escritor Chris Cornell, uma crítica aos que procuram explorar a imagem de um mártir, como Jesus Cristo, para benefício próprio. A religião sofre, no entanto, duras críticas na canção "Holy Water", onde Cornell crítica não só os crentes, como também aqueles que procuram impor as seus crenças aos outros. "New Damage" e "Face Pollution" manifestam as preocupações ambientais e políticas da banda no mundo. Por seu lado, "Outshined" está relacionada com a instabilidade emocional que Cornell sentia na altura, balançando entre estados de depressão e euforia.
Em Outubro de 2006, a revista Guitar World publicou uma lista dos 100 melhores álbuns de guitarra de todos os tempos, na qual incluiu o álbum Badmotorfinger na posição nº 45.

### Superunknown (1994-1995)
As gravações para o novo álbum iniciaram-se no estúdio Bad Animals em Seattle, Washington, em Julho de 1993, estendendo-se até Setembro do mesmo ano. A banda trabalhou com o produtor Michael Beinhorn para a produção do álbum. A respeito desta mudança, o guitarrista Kim Thayil afirmou: "Tivemos a percepção que iriamos tomar outro rumo". O álbum foi mixado por Brendan O'Brien.
Lançado em Março de 1994, Superunknown foi o maior sucesso comercial da banda, tendo como singles "Black Hole Sun", "Spoonman", "The Day I Tried to Live", "Fell on Black Days" e "My Wave". O videoclipe de Black Hole Sun tornou-se um sucesso na MTV e recebeu o prémio para melhor videoclipe de Metal/Hard Rock nos MTV Video Music Awards de 1994.
As canções de Superunknown capturaram a criatividade dos trabalhos anteriores, enquanto mostram uma abordagem menos pesada da banda, evoluíndo para um novo estilo. As letras do álbum são obscuras e misteriosas, sendo que as letras de muitas músicas estão relacionados com abusos, suicídios e depressão. O crítico musical J.D. Considine da revista Rolling Stone afirmou que a versatilidade patente no álbum Superunknown é largamente superior ao que a maioria das bandas demonstram na sua carreira inteira.
Para a divulgação do álbum, o Soundgarden iniciou a sua turnê fora dos Estados Unidos, passando por Europa e Oceania. Nesta época, devido ao excesso de shows, fizeram que Cornell tivesse problemas nas cordas vocais. O Soundgarden cancelou vários shows para evitar causar danos permanentes. Cornell disse: "Eu acho que nós meio que exageramos! Estávamos tocando cinco ou seis noites por semana e minha voz levava uma surra. No final da turnê americana eu senti que ainda podia cantar, mas não estava realmente dando o meu melhor na banda. Você não compra um ingresso para ver um cara coaxar por duas horas! Isso parecia meio que um roubo. " A banda compensou as datas mais tarde em 1995.
Soundgarden acabou por arrecadar dois Grammy's em 1995. Black Hole Sun recebeu o prémio de melhor performance Hard Rock e Spoonman recebeu o prémio de melhor performance Metal. Black Hole Sun foi também nomeado para melhor canção de Rock.
Em 1995, Superunknown foi nomeado para o Grammy de melhor álbum Rock. Mais tarde, em 2003, a revista Rolling Stone colocou Superunknown na posição nº 336 na lista dos 500 melhores álbuns de sempre.

### Down On the Upside e A-Sides (1996-1997)
O último álbum da banda foi Down on the Upside, lançado em 1996 e produzido pela própria banda e o engenheiro de som Adam Kasper, não atingiu o mesmo sucesso comercial de Superunknown, apesar de críticas positivas e do sucesso de singles como Blow Up The Outside World, Burden In My Hand e Pretty Noose. O álbum possui sonoridade mais simples no arranjo, não possuindo as camadas que o álbum anterior tinha, sendo mais cru, além de levar a banda a experimentar outras sonoridades. O álbum vendeu cerca de 2 milhões de cópias nos Estados Unidos.
Ocorreram várias tensões dentro da banda durante a turnê de promoção do álbum. No final da turnê em Honolulu em Fevereiro de 1997, Shepherd atirou o seu baixo para o ar, frustrado após uma falha de equipamento, saindo do palco. Em 9 de abril de 1997 a banda anunciou seu fim. Houve especulações referente ao fim da banda, como a divergência entre Kim Thayil e Chris Cornell, onde o guitarrista queria manter um som pesado e direcionado para a guitarra, tendo os riffs característicos do início da banda, sendo que o vocalista queria um som direcionado ao vocal. uma vez que na turnê de divulgação do álbum anterior, o mesmo teve problemas com as cordas vocais.
Em entrevistas recentes, Kim Thayil afirmou sobre a separação da banda nessa época, se referindo sobre a exposição da banda e as pessoas envolvidas na administração dos negócios, divergirem e pressionarem os membros. Thayil descartou qualquer especulação envolvendo o processo criativo e a direção da banda, envolvendo as influências individuais. Em outras oportunidades, Chris Cornell também havia comentado não haver animosidade entre eles, coisa que nunca existiu. O fim da banda ocorreu pela pressão dos negócios e a direção em que elas estavam levando a banda, em um lugar onde eles não queriam.
No Outono de mesmo ano, lançaram a coletânea A-Sides, que incluía uma canção inédita gravada nas sessões do Down on the Upside, "Bleed Together", eventualmente lançada como single.

### Pós-Soundgarden (1998-2016)
Cornell lançou um álbum solo em setembro de 1999 intitulado Euphoria Morning. Em 2001, formou o grupo Audioslave com os antigos membros do Rage Against the Machine. Cornell gravou três álbuns como vocalista da banda até sua saída e o fim da banda, em fevereiro de 2007. Ainda no mesmo ano, em junho, Cornell lançou seu segundo álbum, Carry On, que recebeu críticas variadas e sucesso comercial.
Matt Cameron inicialmente jogou seus esforços para seu projeto paralelo Wellwater Conspiracy, a qual ambos Shepherd e Thayil contribuíram. Ele então trabalhou brevemente com o Smashing Pumpkins e foi até, de acordo com boatos, considerado como substituto de Jimmy Chamberlin. Em 1998,  acompanhou o Pearl Jam na turnê de Yield e subsequentemente se uniu a banda como membro permanente.
Kim Thayil juntou forças com o ex-vocalista do Dead Kennedys Jello Biafra, o ex-baixista do Nirvana Krist Novoselic e a baterista Gina Mainwal para um concerto, se denominando No WTO Combo, durante a conferência ministral do WTO em 1 de dezembro de 1999, em Seattle. Posteriormente, contribuiu com guitarras para o álbum 999 Levels of Undo de Steve Fisk, assim como o projeto paralelo de Dave Grohl, Probot, em 2004. Em 2006, Thayil tocou guitarra no álbum Altar, a colaboração entre as bandas Sunn O))) e Boris.
Shepherd saiu em turnê com Mark Lanegan e lançou o segundo álbum do Hater em 2005. Ele também ocasionalmente aparece nos álbuns do Wellwater Conspiracy.
Em uma entrevista no começo de agosto de 2007, Cornell mencionou o desejo de Thayil em lançar um box set ou álbum de b-sides de raridades do Soundgarden, apesar de nenhum informação posterior ter sido dada.
Quanto a uma futura reunião do Soundgarden, Chris Cornell comentou em uma entrevista em outubro de 2005 que "provavelmente não aconteceria", e continuou:
| “ | É quase como se nós tivéssemos lacrado a tampa e dito, este é o Soundgarden e este é o seu tempo de vida, e colocado lá. E isso realmente parece ótimo para mim. Eu acho que voltarmos a tocar juntos tiraria a tampa daquilo e então poderia possivelmente mudar o que... para mim, parece um tempo de vida perfeito da banda. Eu não consigo imaginar qualquer razão para mexer com isso. | ” |

Em entrevistas após sua saída do Audioslave em fevereiro de 2007, Cornell reiterou que os membros do Soundgarden não tinham nenhum interesse em uma reunião, e se aprofundou em uma entrevista posterior com a NME, onde comentou, "Quando o Soundgarden terminou, minhas discussões com o resto da banda foram 'Nós temos que ter um acordo que nunca mais faremos turnês como Soundgarden — Soundgarden nunca existirá — sem ser uma decisão unânime e que todos que faziam parte da banda estejam na banda.'" Em 24 de março de 2009, Thayil, Cameron, e Shepherd se reuniram com Tad Doyle nos vocais, para tocar "Hunted Down", "Nothing to Say", e "Spoonman" em um concerto solo de Tom Morello no Crocodile Café em Seattle. No livro de 2009, Grunge is Dead: The Oral History of Seattle Rock Music, Thayil, Cameron, e Shepherd discutiram seus pensamentos quanto à possibilidade de uma reunião do Soundgarden, com Thayil afirmando, "Eu não a vejo. Eu imagino que poderia acontecer, está perfeitamente dentro da esfera de possibilidades — todo mundo ainda está vivo [risos]. Mas não a vejo acontecendo". Em 15 de abril do mesmo ano, Cornell afirmou que "não descartaria" uma possível reunião do Soundgarden, adicionando, "Vê-los reunidos recentemente no YouTube? Eu achei que foi incrível. [...] Eu gostaria de ter estado lá".
No final de 2009 e começo de 2010, Chris Cornell, através de seu site, mencionou sobre o retorno do fan clube oficial da banda. Isso deu a entender que a banda estaria retornando à ativa aos milhares de fans e a imprensa. Chris mais tarde explicou sobre o seu sentimento de ver que os negócios de sua antiga banda estavam abandonados, não havia nenhum material da banda. Foi ao ligar o rádio de seu carro e ouvir "Pretty Noose", logo pensou: "Ainda nos ouvem!", mas não havia nenhum material, sejam discos ou outro tipo de material, como bonés e camisetas da banda. Ele sentia que muitos novos fans surgiam ao ouvir a banda, mas tinham acesso escasso a esses materiais.
A banda se reuniu para tratar desses negócios, além do "B-Side" que Thayil idealizava há muito tempo. O fan clube estava nos planos, e com a noticia de seu retorno, foi inevitável ao mundo não contemplar o retorno da banda. Mesmo sem essa intenção.
Kim disse a uma entrevista, que sua mãe o ligou parabenizando sobre o retorno da banda: "Não mãe, não voltamos... É pura especulação!".
Em 2010, a formação clássica do Soundgarden, com Chris Cornell, Matt Cameron, Kim Thayil e Ben Sheperd, se reuniu e lançou um single chamado Black Rain, bem como um álbum com suas melhores composições e um DVD, mas ainda não há nada de concreto sobre um novo álbum. Em 2011, a banda lançou um álbum ao vivo. Em julho de 2011, Cornell disse que a expressão "reunião" não precisa mais ser usada, deixando a entender que o Soundgarden está na ativa por tempo indeterminado.
Em 2012, o Soundgarden lançou em maio sua primeira composição nova em 16 anos, "Live to Rise", que fez parte da trilha sonora de Os Vingadores,[carece de fontes?] e em novembro lançou King Animal, o sexto álbum da banda e primeiro em 16 anos. Lançado pela Republic Records, foi produzido pela banda e pelo produtor Adam Kasper. Durante a turnê que se seguiu, Matt Cameron ficou indisponível em 2014 devido a compromissos com o Pearl Jam. O baterista Matt Chamberlain assumiu as baquetas nos shows de tal ano, incluindo uma turnê com o Nine Inch Nails que passou por América do Sul e Europa. Em 2015, a banda começou a preparar seu sétimo álbum.
Em 18 de maio de 2017, Cornell foi encontrado morto no seu quarto no hotel e cassino MGM Grand, em Detroit, Michigan, após um show da banda no Fox Theatre. A polícia, de imediato assumiu a investigação como um caso de "suicídio". Logo em seguida, os legistas do Condado de Wayne confirmaram a causa da morte de Cornell como sendo 'suicídio por enforcamento'. A viúva, Vicky, questionou a afirmação da polícia, afirmando que o marido não tiraria a própria vida e disse que a droga Ativan, que o marido estava tomando, foi o que o levou ao suicídio.
Após a morte de Cornell, o Soundgarden cancelou o resto de sua turnê de 2017.

## Integrantes
| Membros Atuais - Kim Thayil – guitarra solo (1984–1997, 2010–presente) - Matt Cameron – bateria, backing vocals (1986–1997, 2010–presente) - Ben Shepherd – baixo, backing vocals (1990–1997, 2010–presente) Ex-membros - Chris Cornell – vocal (1984–1997, 2010–2017), guitarra rítmica (1988–1997, 2010–2017, ocasionalmente: 1985-1988), bateria (1984–1985), baixo (1988, ocasionalmente) - Hiro Yamamoto – baixo, backing vocals (1984–1990), vocal (1988, ocasionalmente) - Scott Sundquist – bateria, backing vocals (1985–1986) - Jason Everman – baixo (1990) Músico convidado - Matt Chamberlain – bateria (turnê de 2014) |

## Discografia
O Soundgarden lançou seis álbuns de estúdio e dois extended plays de músicas inéditas, estes últimos ainda em começo de carreira. Além disso, a banda possui também diversos singles, compilações, apresentações ao vivo e documentários de gravação.
A banda também gravou canções especialmente para trilha sonoras de filme, caso de "Birth Ritual" para o filme Vida de Solteiro, "Blind Dogs" para o filme Diário de um Adolescente e "Toy Box" para Digam o Que Quiserem. Outras canções da banda foram usadas em filmes como "Flower" também em Digam O Que Quiserem, "Get on the Snake" em Lost Angels, "Outshined" em True Romance, "Jesus Christ Pose" em S.F.W., "Nothing to Say" em Hype!, "My Wave" em Riding Giants, "Drawing Flies" em Blast from the Past, "Loud Love" em Quanto Mais Idiota Melhor  e "Heretic" em Pump Up The Volume.
Os membros da banda também contribuíram separadamente para trilhas sonoras, com Chris Cornell tendo gravado sozinho a canção "Seasons" para Vida de Solteiro e uma versão acústica de "Like Suicide" para S.F.W. Cornell também, junto ao Temple of the Dog, participou da trilha sonora do filme Wayne's World com "All Night Thing".

## Estilos Musicais e influências

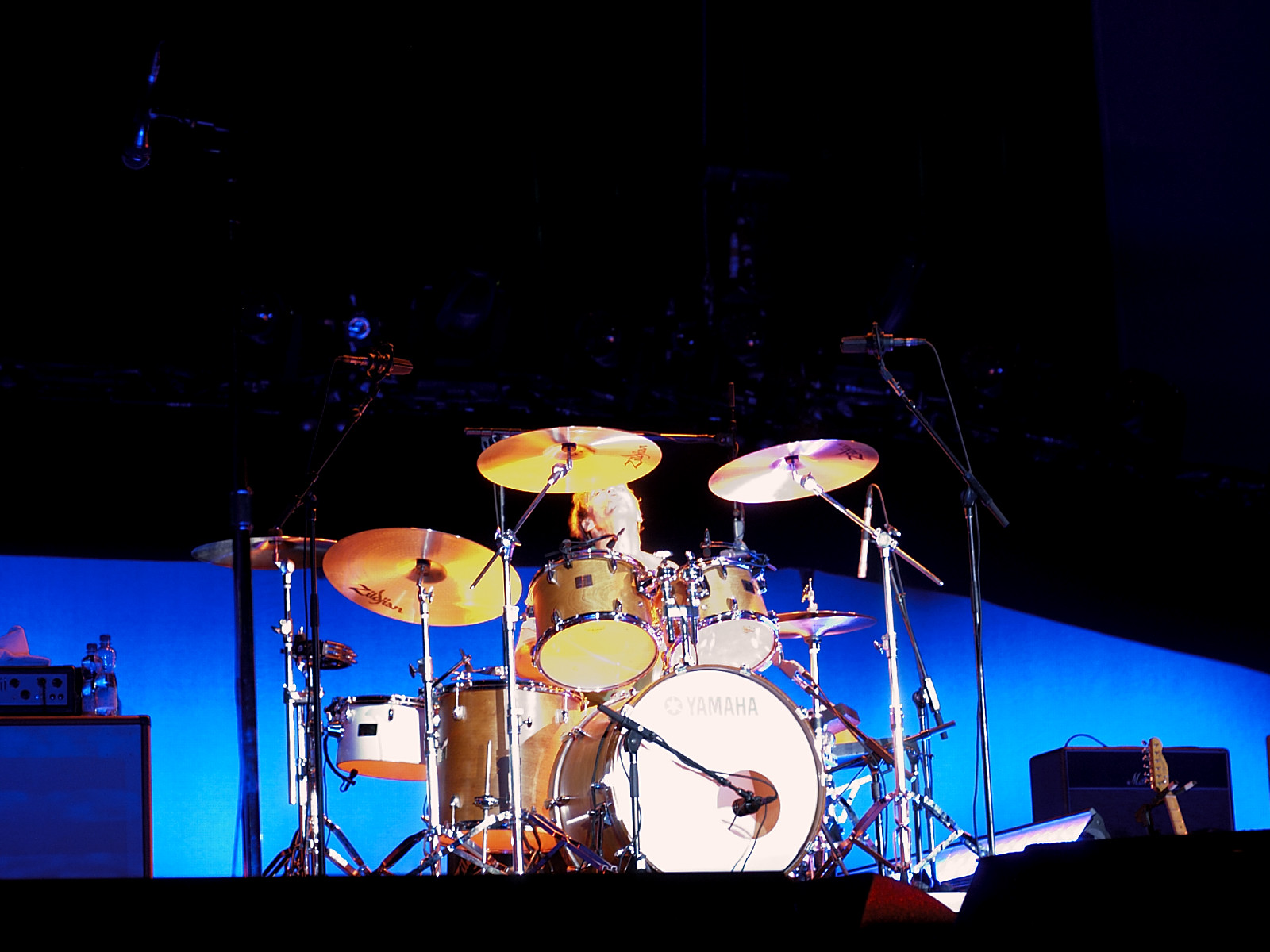
Matt Cameron em concerto com o Pearl Jam, em 2006.

Soundgarden foi um pioneiro do movimento grunge, que misturava elementos de punk rock e heavy metal em um som sujo e agressivo e, assim como o Alice in Chains, fazia um som mais pesado que as outras bandas da região. O som do Soundgarden durante os primórdios da cena grunge de Seattle foi descrito como consistindo de "ásperos neo-Zeppelinismos". Sub Pop via a banda como tendo um ângulo que possuía "um vocalista bonitão e uma fusão de Led Zeppelin e Butthole Surfers".
Soundgarden geralmente utilizava de afinações alteradas e tempos esquisitos em suas canções. Muitas canções do Soundgarden eram tocadas em afinação drop D, incluindo "Jesus Christ Pose", "Outshined", "Spoonman", e "Black Hole Sun". As cordas E dos instrumentos eram por vezes afinadas mais abaixo, como em "Rusty Cage", onde a corda E (primeira de baixo para cima) está afinada em B. Algumas canções possuem afinações mais não-ortodoxas: "My Wave" e "The Day I Tried to Live" são ambas em afinação E-E-B-B-B-E. O uso de tempos esquisitos pela banda foi variada também; enquanto em canções como "Jesus Christ Pose" são no típico tempo 4/4, "Outshined" é em 7/4, "My Wave" usa 5/4, "Fell on Black Days" é em 6/4, e "Spoonman" alterna entre seções de 7/4 e 4/4. Kim Thayil disse que a banda geralmente não considerava o tempo de uma canção até após tê-la escrito, e disse que o uso de tempos diferentes era "um total acidente".

## Prêmios

### Certificados da RIAA
Estas estatísticas foram compiladas do banco de dados online da RIAA.
Álbuns de estúdio
- Ultramega OK (1988)
- Louder Than Love (1989)
- Badmotorfinger (1991) - Disco de Platina Duplo (16 de abril de 1996)
- Superunknown (1994)- Disco de Platina Quíntuplo (19 de março de 1996)
- Down on the Upside (1996) - Disco de Platina Duplo (12 de fevereiro de 1998)
- A-Sides - Disco de Ouro (29 de outubro de 1998)
- Telephantasm - Disco de Platina (28 de setembro de 2010)
- King Animal (2012)

Estas estatísticas foram compiladas através do banco de dados do site The Envelope, do Los Angeles Times.
- Ultramega OK - Best Metal Performance - Vocal or Instrumental, Grammy Awards (1989) (indicação)
- Badmotorfinger - Best Metal Vocal Performance, Grammy Awards (1991) (indicação)
- "Into the Void (Sealth)" - Best Metal Vocal Performance, Grammy Awards (1992) (indicação)
- "Black Hole Sun" - Best Heavy Metal/Hard Rock Video, MTV Video Music Awards (1994) (vencedor)
- "Spoonman" - Best Metal Performance, Grammy Awards (1994) (vencedor)
- "Black Hole Sun" - Best Hard Rock Performance, Grammy Awards (1994) (vencedor)
- "Pretty Noose" - Best Hard Rock Performance, Grammy Awards (1996) (indicação)
- "Black Rain" - Best Hard Rock Performance, Grammy Awards (2010) (indicação)